# Roberto Angulo Álvarez
Roberto Edmundo Angulo Álvarez (Trujillo, 29 de agosto de 1951) es un ingeniero económico y político peruano. Fue congresista de la república por La Libertad durante el periodo 2011-2016.

## Biografía
Nació en la ciudad de Trujillo, el 29 de agosto de 1951.
Realizó estudios preuniversitarios en la ciudad de Trujillo habiendo asistido a clases en la Escuela Antonio Raymondi, la Gran Unidad Escolar José Faustino Sánchez Carrión de Trujillo, completando sus estudios secundarios en el "Colegio Militar Gran Mariscal Ramón Castilla". Realizó estudios superiores de ingeniería económica en la Universidad Nacional de Ingeniería.
Ha sido presidente de la Cámara Regional de Turismo de La Libertad.

## Carrera política
Desde el año 2005 hasta el 2015 fue miembro del Partido Nacionalista Peruano y, desde el 2020 hasta 2021 del partido Democracia Directa.

### Congresista de la República
Participó en las elecciones parlamentarias del 2011 como candidato a Congreso de la República representando a La Libertad por la alianza Gana Perú. Angulo resultó elegido como congresista, con 24,512 votos, para el periodo parlamentario 2011-2016.
Durante su gestión, fue autor del proyecto de Ley N° 142 y que fue aprobado por el Congreso en el 2012. Esta ley prohíbe a universidades, institutos tecnológicos, escuelas de postgrado y demás instituciones de educación superior condicionar a los alumnos al pago de sus pensiones para que puedan asistir a clases, ser evaluados, o recibir atención de sus reclamos. Angulo también se mostró a favor de la unión civil entre parejas del mismo sexo.
Luego, Angulo renunció a la bancada nacionalista y se integró a Dignidad y Democracia.
Culminando su gestión, intentó ser reelegido en las elecciones parlamentarias del 2016 como candidato de Perú Posible, sin embargo, no resultó elegido. Asimismo, participó en las elecciones regionales del 2018 como candidato al Gobierno Regional de La Libertad por Juntos por el Perú obteniendo sólo el 1.048% de los votos.